# لوک کلینتنک
لوک کلینتنک (انگلیسی: Luke Kleintank؛ زادهٔ ۱۸ مهٔ ۱۹۹۰) هنرپیشه اهل ایالات متحده آمریکا است.
از فیلم‌ها یا مجموعه‌های تلویزیونی که وی در آن نقش داشته‌است می‌توان به استخوان‌ها، خانه تاریک، مکس، هاله پوچ و ساکن برج بلند اشاره کرد.